# Jörg Schulze (Physiker)

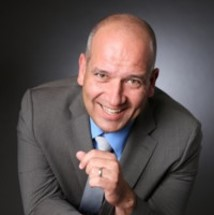
Jörg Schulze

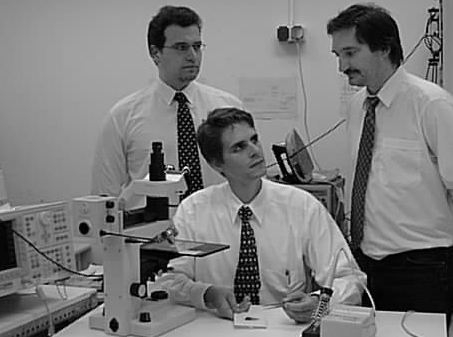
Erfindung des Tunneltransistors (v. l. n. r.: Jörg Schulze, Christoph Fink, Walter Hansch)

Jörg Schulze (* 8. Mai 1972 in Leipzig) ist ein deutscher Physiker und Elektrotechnik-Ingenieur sowie Universitätsprofessor an der Friedrich-Alexander-Universität (FAU) Erlangen-Nürnberg und Institutsleiter des Fraunhofer-Institut für Integrierte Systeme und Bauelementetechnologie IISB in Erlangen.

## Leben
Schulze wuchs in Leipzig auf und studierte von 1990 bis 1996 Physik an der Technischen Universität „Carolo Wilhelmina“ zu Braunschweig. Dies beendete er 1996 als Diplom-Physiker. Von 1997 bis 2000 promovierte er unter der Leitung von Ignaz Eisele am Institut für Physik der Universität der Bundeswehr in München mit dem Dissertationsthema „Bor-Oberflächenphasen in vertikalen Si- und SiGe-Schichtstrukturen“ zum Doktor-Ingenieur. Im Anschluss daran habilitierte Schulze am selben Institut zum Thema „Das Vertikal- und Quasivertikalkonzept der Silizium-basierten MOSFET-Technologie“ und schloss diese erfolgreich im Jahr 2004 ab. Ein Forschungsaufenthalt bei Kang L. Wang am Device Research Laboratory (DRL) der University of California in Los Angeles (UCLA) unterstützte seine Arbeit an der Habilitation. Schulze besitzt die Venia Legendi für Mikroelektronik und Halbleiterphysik.
In den Jahren 2004 bis 2008 ergänzte Schulze seine Hochschulausbildung durch eine Tätigkeit in der Industrie bei der Siemens Corporate Technology (CT) der Siemens AG in München als Senior Consultant „Technisches Risikomanagement“ und Kompetenzfeldleiter „Mathematical Engineering“.
Im Oktober 2008 erhielt Schulze den Ruf als ordentlicher Professor und Direktor des Instituts für Halbleitertechnik an der Universität Stuttgart. In dieser Zeit hat Schulze das Konzept des „ei-bauhaus“ ins Leben gerufen, welches – angelehnt an das Lehrkonzept des Bauhauses Weimar – progressive Wege in der forschungsbasierten Lehre und praxisorientierten Ausbildung gehen und so die universitäre Ingenieursausbildung des 21. Jahrhunderts neu gestalten soll. Junge Menschen sollen durch eine praxisorientiertere Ausbildung befähigt werden, schöpferisch und kreativ in Teams zu lernen und zu arbeiten.
Seit September 2021 ist Schulze Universitätsprofessor am Department Elektrotechnik-Elektronik-Informationstechnik (EEI) der Friedrich-Alexander-Universität (FAU) Erlangen-Nürnberg und hat den Lehrstuhl für Elektronische Bauelemente inne. Weiterhin ist er Institutsleiter des Fraunhofer-Institut für Integrierte Systeme und Bauelementetechnologie IISB in Erlangen.

## Wissenschaftliche Arbeit
Während seiner frühen Tätigkeit an der Universität der Bundeswehr München beschäftigte sich Schulze intensiv mit der Heteroepitaxie (Molekularstrahlepitaxie) von Silizium-Germanium-Halbleiterlegierungen und Bor-Oberflächenphasen auf Silizium und deren Integration in vertikalen, nanoelektronischen Bauelementen wie Nano-MOSFETs und Tunneltransistoren. Bei einem Besuch 1998 bei Walter Hansch an der Universität Hiroshima, Japan entwickelten die beiden das Konzept eines vertikalen Tunneltransistors, der die Schwächen der damaligen planaren MOSFETs (Kurzkanaleffekte) überwinden konnte. Sie nannten den Transistor in Erinnerung an den Nobelpreisträger Leo Esaki (Nobelpreis 1973) zum 25-jährigen Nobelpreis-Jubiläum Esakis „Esaki-Tunneltransistor“. In den Laboren des Institutes für Physik an der Universität der Bundeswehr in München realisierte dann Jörg Schulze zusammen mit Christoph Fink den Tunneltransistor. Die Ergebnisse publizierten sie erstmalig unter dem Titel „Realization of Silicon Esaki Tunneling Transistor“ auf der International Joint Conference on Silicon Epitaxy and Heterostructures (IJC-Si) in Miyagi, Japan im September 1999. Seit der 62nd Annual Device Research Conference (DRC-62) an der University of Notre Dame, USA, im Juni 2004 erfährt das Konzept des Tunneltransistors eine breite internationale Aufmerksamkeit als Schulze zusammen mit Krishna K. Bhuwalka und Ignaz Eisele theoretisch zeigen konnte, dass die Unterschwellwertsteigung des Tunneltransistors bei Raumtemperatur nicht auf 60 Millivolt pro Dekade begrenzt ist. Seit 2009 ist der Tunneltransistor als „Emerging Research Device“ Gegenstand der International Roadmap for Semiconductors (ITRS).
An der Universität Stuttgart beschäftigte er sich intensiv mit der Materialsynthese des Halbleiterlegierungssystems Silizium-Germanium-Zinn und der Herstellung nanoelektronischer Halbleiterbauelemente aus diesen Legierungen. Konkret beschäftigte er sich dabei mit Halbleiterbauelementen aus den Gebieten Leistungselektronik, Bipolartechnik, Photonik, Nano-CMOS und Quantenelektronik. Zentraler Fokus lag dabei auf der Integration dieser Bauelemente in die Silizium-Standardtechnologieplattform.
In seiner heutigen Forschung fokussiert sich Schulze neben der Halbleitertechnik und Halbleitertechnologie Silizium-Germanium-Zinn-basierter Bauelemente auf die Herstellung von Leistungshalbleiterbauelementen aus sogenannten „Wide Bandgap“-Halbleitern wie Siliziumkarbid, Galliumnitrid und Gallium(III)-oxid und auf die Erforschung von Farbzentren in Siliziumkarbid und darauf aufbauenden Quantentechnologien.

## Schriften und Publikationen (Auszug)
- mit I. A. Fischer und M. Oehme: MBE  growth of SiGeSn alloys. In: M. Henini (Hrsg.): Molecular Beam Epitaxy: From Research to Mass Production. Elsevier  Science, 2018, ISBN 978-0-12-812136-8, S. 55–71, doi:10.1016/B978-0-12-812136-8.00004-9.
- mit T. F. Sturm: Quantum Computation aus algorithmischer Sicht. Oldenbourg-Verlag, 2009, ISBN 978-3-486-58914-6.
- Konzepte Silizium-basierter MOS-Bauelemente. Springer-Verlag, 2005, ISBN 3-540-23437-3.
- mit I. Eisele und E. Kasper: Films  by Molecular-Beam Epitaxy. In: E. F. Krimmel, P. Siffert (Hrsg.): Silicon: Evolution and Future of a Technology. Springer-Verlag, Berlin/Heidelberg 2004, ISBN 978-3-642-07356-4, S. 95–122, doi:10.1007/978-3-662-09897-4_6.